# ФК ЦСКА Москва
ПФК ЦСКА Москва (рус. Профессиональный Футбольный Клуб ЦСКА Москва) је руски професионални фудбалски клуб из Москве, који је део спортског друштва ЦСКА. Такмичи се у Премијер лиги Русије.
Клуб је основан 1911, а домаће утакмице игра на стадиону Арена ЦСКА. Клуб тренутно гради нови стадион, капацитета 30.400 места.
ЦСКА је један од најјачих и најпопуларнијих руских клубова а његови традиционални противници су градски супарници Спартак, Динамо, Локомотива и Торпедо, а од немосковских клубова Зенит из Санкт Петербурга.
ЦСКА је и у бившем Совјетском Савезу играо важну улогу и био вишеструки првак, а његови највећи противници из осталих дијелова Совјетског Савеза били су украјински Динамо из Кијева и грузијски Динамо из Тбилисија. ЦСКА је освојио Купа УЕФА у сезони 2004/05, те је тако постао први руски клуб који је освојио неки европски куп.

## Надимак
Одмах у почетку рада, клуб је добио надимак Кони (коњи), јер су играчи били додељени коњаничким војним јединицама.

## Претходни називи
- 1911—1923. год — Общество любителей лыжного спорта (ОЛЛС)
- 1923—1928. год — Опытно-показательная площадка Всеобуча (ОППВ)
- 1941. год - Красная Армия Москва.
- 1928—1951. год — Спортивный клуб Центрального дома Красной армии (ЦДКА)
- 1951—1957. год — Спортивный клуб Центрального дома Советской армии (ЦДСА)
- 1957—1960. год — Центральный спортивный клуб Министерства обороны (ЦСК МО)
- од 1960. године до данас — Центральный спортивный клуб армии (ЦСКА)

## Успеси

### Домаћи
Национално првенство (13)
- Прва лига Совјетског Савеза (7) : 1946, 1947, 1948, 1950, 1951, 1970, 1991.
- Премијер лига Русије (6) : 2003, 2005, 2006, 2013, 2014, 2016.

Национални куп (14)
- Куп Совјетског Савеза (5) : 1945, 1948, 1951, 1955, 1991.
- Куп Русије (9) : 2002, 2005, 2006, 2008, 2009, 2011, 2013, 2023, 2025.

Национални суперкуп (8)
- Суперкуп Русије (8) : 2004, 2006, 2007, 2009, 2013, 2014, 2018, 2025.

### Међународни
- Куп УЕФА (1) : 2004/05

## ЦСКА у европским такмичењима
Ажурирано 10. децембра 2020.
| Такмичење                         | Од. | П  | Н  | И  | ГД  | ГП  | %      |
| --------------------------------- | --- | -- | -- | -- | --- | --- | ------ |
| Европски куп / УЕФА Лига шампиона | 104 | 34 | 24 | 46 | 125 | 155 | 032,69 |
| Куп УЕФА / УЕФА Лига Европе       | 69  | 31 | 18 | 20 | 97  | 67  | 044,93 |
| Куп победника купова              | 4   | 2  | 0  | 2  | 5   | 5   | 050,00 |
| УЕФА суперкуп                     | 1   | 0  | 0  | 1  | 1   | 3   | 000,00 |
| Укупно                            | 178 | 67 | 42 | 69 | 228 | 230 | 037,64 |

## Тренутни састав
Ажурирано 16. децембра 2022.
| Бр. |           | Позиција | Играч                                   |
| --- | --------- | -------- | --------------------------------------- |
| 4   | Бразил    | О        | Вилијан Роша                            |
| 5   | Србија    | С        | Саша Здјелар                            |
| 6   | Русија    | С        | Максим Мухин                            |
| 8   | Колумбија | С        | Хорхе Караскал                          |
| 9   | Русија    | Н        | Фјодор Чалов                            |
| 10  | Русија    | С        | Иван Облјаков                           |
| 14  | Русија    | О        | Кирил Набабкин (заменик капитена)       |
| 19  | Казахстан | С        | Бахтијар Зајнутдинов                    |
| 20  | Русија    | С        | Константин Кучајев                      |
| 21  | Аргентина | Н        | Адолфо Гајч                             |
| 22  | Србија    | О        | Милан Гајић                             |
| 27  | Бразил    | О        | Моизес (на позајмици из Интернасионала) |

| Бр. |          | Позиција | Играч                    |
| --- | -------- | -------- | ------------------------ |
| 28  | Парагвај | Н        | Хесус Медина             |
| 35  | Русија   | Г        | Игор Акинфејев (капитен) |
| 41  | Русија   | С        | Јегор Ушаков             |
| 42  | Русија   | О        | Георги Шчеников          |
| 45  | Русија   | Г        | Данила Боков             |
| 46  | Русија   | Н        | Владислав Јаковлев       |
| 49  | Русија   | Г        | Владислав Тороп          |
| 72  | Русија   | С        | Никита Јермаков          |
| 78  | Русија   | О        | Игор Дивејев             |
| 88  | Чиле     | С        | Виктор Мендез            |
| 90  | Русија   | О        | Матвеј Лукин             |
| 91  | Русија   | Н        | Антон Заболотни          |